# Cleomella brevipes
Cleomella brevipes är en paradisblomsterväxtart som beskrevs av S. Wats.. Cleomella brevipes ingår i släktet Cleomella, och familjen paradisblomsterväxter. Inga underarter finns listade i Catalogue of Life.